# آلبرتو فرناندس د رزا
آلبرتو فرناندس دِ رُزا (اسپانیایی: Alberto Fernández de Rosa‎؛ زادهٔ ۲۵ آوریل ۱۹۴۴) بازیگر اهل آرژانتین است. وی از سال ۱۹۶۲ میلادی تاکنون مشغول فعالیت بوده‌است.
از فیلم‌ها یا سریال‌های تلویزیونی که وی در آن نقش داشته‌است، می‌توان به منو ببند!، لطفاً مراقب آملیا باش و ویولتا اشاره کرد.